# Anomi

Durkheim myntade konceptet anomi.

Anomi (franska: l'anomie) betecknar ett socialt tillstånd i vilket ett kollektivs gängse normer och värden (som kan vara religiösa, sociala eller moraliska) är ifrågasatta och därmed på väg att avta i styrka. Inom sociologin introducerades termen av Émile Durkheim (1858-1917). Enligt Durkheim mår individer bäst i miljöer där det finns klara normer som styr handlingar: individer som styrs av få eller tvetydiga normer tenderar att vara olyckliga. De utsätts då för anomi, och begår i extremfall självmord.

## Anomi och normer
Normer definieras inom sociologin som informella regler som styr våra sociala handlingar. Enligt Émile Durkheim utövar samhället kontroll över grupper med människor. Normer är avgörande för denna kontroll, och fungerar som en moralisk referensram för handlingar. Individerna i samhället beaktar normerna när de handlar: normerna anger hur individerna förväntas handla i en viss situation. Normerna anger också vilka handlingar som belönas respektive bestraffas. Att samhället bygger på vissa normer och viss moral är enligt Durkheim orsaken till att människosamhället är mera än en samling med djuriska beteenden.
När normerna försvagas uppstår det lätt problem. Durkheim ansåg att det moderna samhället lätt ger upphov till anomi. Anomi är en försvagning eller splittring av sociala normer som leder till okontrollerade beteenden, bland annat ges människors djuriska drifter tydligare uttryck. I boken Självmordet presenterar Durkheim data som stöder uppfattningen att människor mår bättre när de har klara normer att ty sig till. Grupper med färre normer (till exempel protestanter) har i regel högre självmordsfrekvens än mera starkt kontrollerade grupper, exempelvis katolikerna. Om en grupp eller individ saknar dels vänskapsband, dels tydliga regler i form av normer, blir skillnaden mellan gott och ont oklar. Den mänskliga tillvaron riskerar då att degenerera till det amoraliska tillståndet anomi. I extremfall blir den anomiska tillvaron till den grad olycklig och svårbemästrad, att individen blir självdestruktiv.

## Anomi och samhällstyper
Durkheim betonar att anomi uppstår endast i moderna samhällen. Han delar in samhällen i två typer: den första typen är det moderna differentierade samhället, medan den andra är det traditionella samhället. Det moderna samhället är uppbyggt kring differentierade arbetsuppgifter, medan det traditionella samhället är beroende av gemensamma trosföreställningar. De traditionella samhällena hålls ihop av de gemensamma uppfattningarna. Moderna samhällen däremot är beroende av självreglerande regler, exempelvis lagar. Durkheim menar att försök att tillämpa traditionella lagar på moderna samhällen är källan till många sociala problem.
Durkheim nämner olika former av vad han kallar solidaritet, som håller ihop de två samhällstyperna: mekanisk respektive organisk solidaritet. Det traditionella samhällets mekaniska solidaritet kräver gemensam tro (eller gemensamma föreställningar), och därmed en gemensam moral. Denna moral kan bestå endast genom maktutövning, och kräver alltså att den gruppen utövar påtryckningar mot individen. Det moderna samhällets organiska solidaritet kräver däremot inte dylik maktutövning. Denna grundar sig på gemensamma handlingssätt, till exempel lönearbete. Den organiska solidariteten grundar sig på självreglerande regler, till exempel demokratiskt framröstade lagar. Den kräver i motsats till den mekaniska solidariteten inte gemensam moral. På grund av detta blir det möjligt för individer och grupper i det moderna samhället att ha sinsemellan tydligt avvikande värderingar. Detta skapar förutsättningar för anomi att uppstå.

## Anomi efter Durkheim
Émile Durkheims anomibegrepp har vidareutvecklats av senare sociologer. Begreppet användes inom kriminologin av Robert K. Merton. Merton hävdade att specifika livsmål ger upphov till kriminalitet och andra sociala problem i samhället. Han såg att de flesta i det amerikanska samhället hade medelklassens livsmål. Förutsättningarna för att uppnå dessa varierade dock avsevärt. Kontrasten mellan mål och medel kan leda till dels anomi, dels avvikande beteenden. Olika förutsättningar leder till olika anpassningsstrategier. Om individen har goda förutsättningar att uppnå målen kan han ty sig till konformitet. Individer med sämre förutsättningar kan eventuellt ta till innovationer, vilket i detta fall innebär att de bryter mot reglerna för att uppnå samma mål, till exempel genom att stjäla.
De som har de allra sämsta förutsättningarna att nå livsmålen i samhället tar, enligt Merton, till antingen tillbakadragande eller uppror. De som tar till tillbakadragandestrategin står utanför samhället. De strävar inte efter att nå samhällets etablerade livsmål, och använder sig inte av några metoder för att nå dem. De har andra mål, och egna medel för att nå dessa mål. Målet kan till exempel vara narkotikarus. De som istället tar till uppror godkänner inte heller vare sig samhällets mål eller medel, men försöker istället förändra dessa. Politiska extremrörelser använder enligt teorin upproret som anpassningsstrategi. Merton betonar att det inte är fattigdom i sig som orsakar brottslighet och regelbrott: det är kontrasten mellan samhällets normer och existensbetingelserna som orsakar problemen.
Sedan slutet på 1980-talet har begreppet anomi använts mera flitigt inom sociologin. Mertons syn på anomi och sociala förhållanden ses som ett värdefullt bidrag inom kriminalsociologin. Andra sociologer har utvidgat hans teorier om begreppet anomi, och dess koppling till hans strainteori. Trots att anomibegreppet ännu används, har Mertons strainbegrepp vunnit terräng. Anomibegreppet har dessutom använts mera i studiet av samhällen som genomgår snabb ekonomisk och social förvandling. Detta har gällt speciellt i forskning i förändringar i de tidigare realsocialistiska länderna i Europa. Här används begreppet i dess originalskepnad, och den snabba förändringen i vissa Europeiska länder ersätter den snabba moderniseringen som Durkheim studerade.